# Cừu Targhee

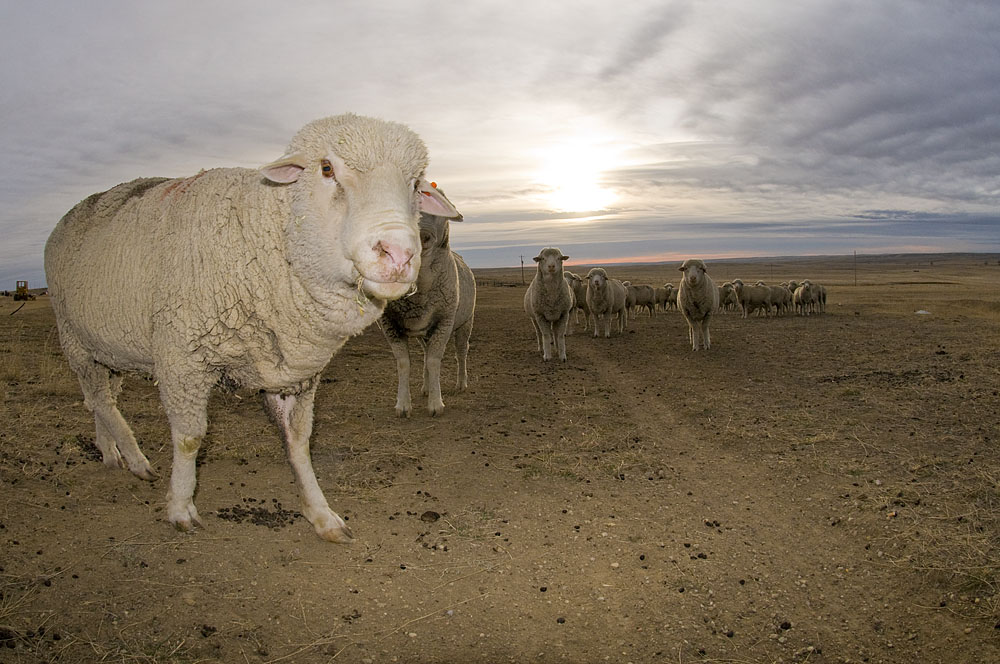
Một bầy cừu Targhee

Cừu Targhee là một giống cừu nhà được phát triển vào đầu thế kỷ 20 bởi Trung tâm Dịch vụ nghiên cứu nông nghiệp của USDA Hoa Kỳ. Cừu Targhee là một giống mục đích kép (kiêm dụng), với khối lượng nặng, len chất lượng trung bình và đặc điểm sản xuất thịt cừu rất tốt. Chúng là giống cừu khỏe mạnh, và đặc biệt phù hợp với các phạm vi của phương Tây, nơi chúng được phát triển. Cừu Targhee đặc biệt phổ biến ở Montana, Wyoming và Nam Dakota, nơi len ¾ chất lượng tốt của chúng và ¼ chăn len dài được ưa chuộng bởi các chủ trang trại phía tây. Giống cừu này được nuôi chủ yếu cho việc lấy len.
Cừu Targhee được đặt tên sau khi lấy cảm hứng từ cái tên của rừng quốc gia Targhee trong đó bao quanh trạm nuôi cừu Thử nghiệm của Hoa Kỳ ở Idaho. Tổ tiên của chúng là cừu Rambouillet, cừu Corriedale và cừu Lincoln. Mặc dù sự phát triển của giống cừu này cho các phạm vi phương Tây của Hoa Kỳ bắt đầu vào đầu năm 1900, cuốn sách đoàn chiên đã được đóng lại (có nghĩa là chỉ có con đẻ của cừu Targhees đăng ký có thể tự đăng ký) vào năm 1966.

## Đặc điểm
Đây là giống cừu có tầm vóc khá lớn, trọng lượng cơ thể trưởng thành ghi nhận ở cừu đực là 200 lb (90 kg) 300 lb (135 kg) với cừu cái có trọng lượng nhẹ hơn khoảng từ 125 lb (56 kg) 200 lb (90 kg). Mỗi cừu sẽ trung bình sẽ cho sản phẩm lông là 10 lb (4,5 kg) đến 14 lb (6.3 kg), lông cừu có sợi có đường kính 21-25 micromet và một số quay của 64 đến 58. Chiều dài chủ yếu của lông cừu sẽ được do từ 3 inch (7,5 cm) đến 5 inch (11 cm) với sản lượng 50% đến 55%. Lai là một giải pháp giúp cải thiện năng suất thịt, khả năng sinh sản và len ở cừu. Các giá trị khác nhau cho rằng có thể là do sự khác biệt về giống cừu Tỷ lệ da, lông, đầu, chân, tiết của cừu đực, cái ở các nhóm tuổi khác nhau được đánh giá thấp hơn so với kết quả của cho giống cừu Targhee, tỷ lệ da lông các giống khác nhau thì khác nhau và có ảnh hưởng đến sản lượng da lông.
Tối ưu hóa được ưu thế lai (Heterosis hay hybrid vigor) và duy trì được ưu thế lai cao.Thông thường các con lai có năng suất cao hơn các con thuần tạo nên các con lai đó, sự tăng năng suất của các con lai là do kết quả của ưu thế lai. Theo ưu thế lai được tính như sau:HV = Trung bình của con lai về một tính trạng nào đó – trung bình của bố mẹ chúng về tính trạng đó. Ưu thế lai vừa tính ở trên là ưu thế lai cá thể (Individual Hybrid Vigor - HVI). Một cá thể lai có thể còn có một ưu thế lai nữa nếu con mẹ là cá thể lai. Loại ưu thế lai này được gọi là ưu thế lai từ mẹ (Maternal Hybrid Vigor (HVM). Cả HVI và HVM đều đã ảnh hưởng và làm cho năng suất của con lai tăng lên. Ưu thế lai cả HVI, HVM và ảnh hưởng bổ sung của giống là những công cụ mạnh để tăng năng suất trong chăn nuôi cừu.
Trán chúng phẳng, xương mũi lồi ra, chúng có hố nước mắt, mõm của chúng mỏng, môi hoạt động, răng cửa sắc, nhờ đó chúng có thể gặm được cỏ mọc thấp và bứt được những lá thân cây mềm mại, hợp khẩu vị trên cao để ăn. Chúng có thói quen đi kiếm ăn theo bầy đàn, tạo thành nhóm lớn trên đồng cỏ. Trong da chúng có nhiều tuyến mồ hôi và tuyến mỡ hơn dê. Bởi thế chúng bài tiết mồ hôi nhiều hơn và các cơ quan hô hấp tham gia tích cực hơn vào quá trình điều tiết nhiệt. Mô mỡ dưới da của chúng phát triển tốt hơn dê và ngược lại ở các cơ bên trong của chúng có ít tích lũy mỡ hơn dê. Chính vì vậy, thịt chúng nhiều nạc hơn thịt dê.

## Chăn nuôi
Chúng có tính bầy đàn cao nên dễ quản lý, chúng thường đi kiếm ăn theo đàn nên việc chăm sóc và quản lý rất thuận lợi. Chúng cũng là loài dễ nuôi, mau lớn, ít tốn công chăm sóc. So với chăn nuôi bò thì chúng là vật nuôi dễ tính hơn, thức ăn của chúng rất đa dạng, thức ăn của chúng là những loại không cạnh tranh với lương thực của người. Chúng là động vật có vú ăn rất nhiều cỏ. Hầu hết chúng gặm cỏ và ăn các loại cỏ khô khác, tránh các phần thực vật có gỗ nhiều. Chúng có chế độ hoạt động ban ngày, ăn từ sáng đến tối, thỉnh thoảng dừng lại để nghỉ ngơi và nhai lại. Đồng cỏ lý tưởng cho chúng như cỏ và cây họ Đậu. Khác với thức ăn gia súc, thức ăn chính của chúng trong mùa đông là cỏ khô.
Tăng khối lượng của cừu được ăn thức ăn ủ chua là cỏ có thể phụ thuộc vào chất lượng cỏ ủ chua, độ dài của nguyên liệu ủ đã ảnh hưởng đến lượng thức ăn ăn vào và khả năng sản xuất nhiều hơn ảnh hưởng của tỷ lệ tiêu hoá của thức ăn ủ chua, cho thấy cừu cho ăn cỏ Kikuyu ở các độ dài khác nhau có sự khác nhau rõ rệt về tốc độ thu nhận thức ăn. kích thước của thức ăn ủ chua không ảnh hưởng đến vật chất khô ăn vào và tăng khối lượng/ngày của cừu.
Cừu đực lai (cừu Targhee× cừu Hampshire) nhóm được bổ sung khẩu phần hỗn hợp có mức ME 2780 Mcal/kg; CP 14.5% tăng khối lượng trung bình hàng ngày (330 gam/con/ngày) cao gần gấp ba lần so và nhóm cho ăn chăn thả không bổ sung thức ăn hỗn hợp (120 gam/con/ngày), đồng thời nhóm cho ăn bổ sung đã rút ngắn thời gian nuôi để đạt đến khối lượng giết mổ 3 lần so với nhóm nuôi nuôi chăn thả không bổ sung thức ăn hỗn hợp cũng có nhận xét cừu đực được bổ sung thức ăn hỗn hợp, tăng trọng ngày (280 gam/ngày) cao gấp đôi so với cừu cho ăn cỏ trên bãi chăn (140 gam/ngày).
Chúng là loài ăn tạp, có thể ăn được nhiều loại thức ăn bao gồm thức ăn thô xanh các loại như: rơm cỏ tươi, khô, rau, củ quả bầu bí các loại, phế phụ phẩm công nông nghiệp và các loại thức ăn tinh bổ sung như cám gạo ngũ cốc. Mỗi ngày chúng có thể ăn được một lượng thức ăn 15-20% thể trọng. Chúng cần một lượng thức ăn tính theo vật chất khô bằng 3,5% thể trọng. Với nhu cầu 65% vật chất khô từ thức ăn thô xanh (0,91 kg) và 35% vật chất khô từ thức ăn tinh (0,49 kg). Khi cho chúng ăn loại thức ăn thô xanh chứa 20% vật chất khô và thức ăn tinh chứa 90% vật chất khô.
Nguồn nước uống là nhu cầu cơ bản của chúng. Lượng nước cần cho chúng biến động theo mùa và loại và chất lượng thực phẩm mà chúng tiêu thụ. Khi chúng ăn nhiều trong các tháng đầu tiên và có mưa (kể cả sương, khi chúng ăn vào sáng sớm), chúng cần ít nước hơn. Khi chúng ăn nhiều cỏ khô thì chúng cần nhiều nước. Chúng cũng cần uống nước sạch, và có thể không uống nếu nước có tảo hoặc chất cặn. Trong một số khẩu phần ăn của chúng cũng bao gồm các khoáng chất, hoặc trộn với lượng ít.

## Chăm sóc

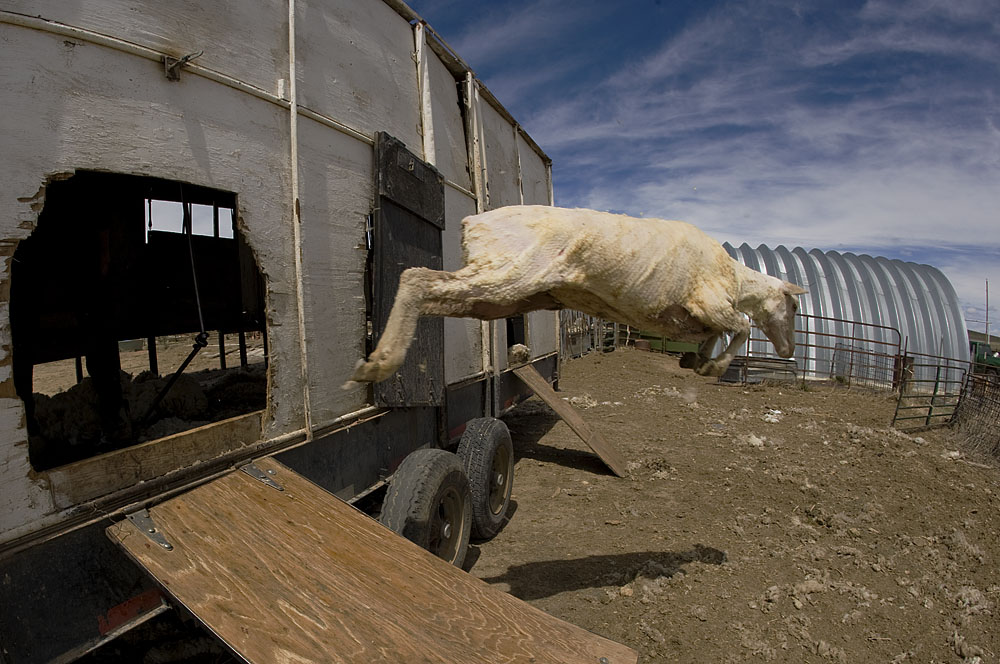
Một con cừu sau khi được cạo lông

Sau khi cho phối giống 16-17 ngày mà không có biểu hiện động dục lại là có thể cừu đã có chửa, Căn cứ vào ngày phối giống để chuẩn bị đỡ đẻ cho cừu (thời gian mang thai của cừu 146-150 ngày) nhằm hạn chế cừu sơ sinh bị chết; Có thể bồi dưỡng thêm thức ăn tinh và rau cỏ non cho cừu có chửa nhưng tuyệt đối tránh thức ăn hôi mốc; Khi có dấu hiệu sắp đẻ (bầu vú căng, xuống sữa, sụt mông, âm hộ sưng to, dịch nhờn chảy ra, cào bới sàn…) nên nhốt ở chuồng riêng có lót ổ rơm và chăn dắt gần, tránh đồi dốc.
Thông thường cừu mẹ nằm đẻ nhưng cũng có trường hợp đứng đẻ, tốt nhất nên chuẩn bị đỡ đẻ cho cừu; Sau khi đẻ cừu mẹ tự liếm cho con. Tuy nhiên, vẫn phải lấy khăn sạch lau khô cho cừu con, nhất là ở miệng và mũi cho cừu con dễ thở. Lấy chỉ sạch buộc cuống rốn (cách rốn 4–5 cm), cắt cuống rốn cho cừu con và dùng cồn Iod để sát trùng; Giúp cừu con sơ sinh đứng dậy bú sữa đầu càng sớm càng tốt (vì trong sữa đầu có nhiều kháng thể tự nhiên); Đẻ xong cho cừu mẹ uống nước thoải mái (có pha đường 1% hoặc muối 0.5%).
Cừu con trong 10 ngày đầu sau khi đẻ cừu con bú sữa mẹ tự do; Từ 11-21 ngày tuổi cừu con bú mẹ 3 lần/ngày, nên tập cho cừu con ăn thêm thức ăn tinh và cỏ non, ngon; 80-90 ngày tuổi có thể cai sữa. Giai đoạn này phải có cỏ tươi non, ngon cho cừu con để kích thích bộ máy tiêu hóa phát triển (đặc biệt là dạ cỏ) và bù đắp lượng dinh dưỡng thiếu hụt do sữa mẹ cung cấp không đủ; Cừu sinh trưởng và phát triển nhanh, mạnh ở giai đoạn này.